# EC KAC
EC KAC, Eishockey Club Klagenfurter Athletiksport Club, är en ishockeyklubb från Klagenfurt i Österrike, som spelar i Österrikiska ishockeyligan.
Klubben bildades 1909 under namnet 1. Fußballklub Klagenfurt. 1911 vidgades klubbens verksamhet till att inte enbart gälla fotboll och namnet ändrades till 1. Fußball- und Athletiksportklub Klagenfurt. Under Första världskriget låg verksamheten nere, men 1920 var man igång igen och antog det nuvarande namnet Klagenfurter Athletiksportclub, förkortat KAC. Även klubbens logga är från 1920. Ishockeysektionen grundades 1923 men kom i spel först 1927. Ishockeyn fick en rejäl skjuts av en ny hemmaarena, Glangasse, 1928 och redan sex år senare kunde man för första gången bli Österrikiska mästare i ishockey. Åren 1959–1991 var klubben Österrikes mest framgångsrika med 21 vunna nationella mästerskap. Under denna tid blev ishockeysektionen klubbens viktigaste verksamhet och ekonomiskt helt dominerande. Detta ledde fram till att man 1995 bröt ut ishockeysektionen till en självständig förening, EC KAC. Kommersialiseringen och professionaliseringen av fortsatte och 2016 bolagiserades delar av klubbens verksamhet i EC-KAC Betriebs GmbH.